# أياندي
بلدية أياندي (بالإسبانية: Allande) هي بلدية تقع في منطقة أستورياس شمال غرب إسبانيا.

## الديموغرافيا
بلغ عدد سكان بلدية أياندي 2.004 نسمة عام 2011 (وفقاً للمعهد الوطني للإحصاء الإسباني).
| 2.613 | 2.519 | 2.374 | 2.228 | 2.169 | 2.068 | 2.004 |